# Stati Uniti d'America ai Giochi della XXV Olimpiade
Gli Stati Uniti d'America parteciparono ai Giochi della XXV Olimpiade, svoltisi a Barcellona, Spagna, dal 25 luglio al 9 agosto 1992, con una delegazione di 545 atleti impegnati in ventotto discipline.

## Medaglie
| Medaglia | Nome        | Sport         | Evento          |
| -------- | ----------- | ------------- | --------------- |
| Oro      | Stati Uniti | Pallacanestro | Torneo maschile |

## Risultati

### Pallacanestro
| Atleta | Classifica |
| --- | ---------- |
| V · D · M Nazionale statunitense - Pallacanestro ai Giochi della XXV Olimpiade - Torneo maschile 4 Laettner · 5 Robinson · 6 Ewing · 7 Bird · 8 Pippen · 9 Jordan · 10 Drexler · 11 Malone · 12 Stockton · 13 Mullin · 14 Barkley · 15 Johnson · All. Chuck Daly | Oro        |
| Nazionale statunitense - Pallacanestro ai Giochi della XXV Olimpiade - Torneo maschile |            |
| 4 Laettner · 5 Robinson · 6 Ewing · 7 Bird · 8 Pippen · 9 Jordan · 10 Drexler · 11 Malone · 12 Stockton · 13 Mullin · 14 Barkley · 15 Johnson · All. Chuck Daly                                                                                                  |            |

### Pallanuoto
| Atleta | Classifica |                        |
| --- | --- | ---------------------- |
| V · D · M Nazionale maschile statunitense di pallanuoto · Giochi olimpici - Barcellona 1992 1 Wilson · 2 Vargas · 3 Duplanty · 4 Evans · 5 Kimbell · 6 Harris · 7 Everist · 8 Campbell · 9 Humbert · 10 Schroeder · 11 Klass · 12 Fischer · 13 Rousseau · CT : Bill Barnett | 4° |                        |
| Nazionale maschile statunitense di pallanuoto · Giochi olimpici - Barcellona 1992 | |                        |
| 1 Wilson · 2 Vargas · 3 Duplanty · 4 Evans · 5 Kimbell · 6 Harris · 7 Everist · 8 Campbell · 9 Humbert · 10 Schroeder · 11 Klass · 12 Fischer · 13 Rousseau · CT: Bill Barnett                                                                                              | 1 Wilson · 2 Vargas · 3 Duplanty · 4 Evans · 5 Kimbell · 6 Harris · 7 Everist · 8 Campbell · 9 Humbert · 10 Schroeder · 11 Klass · 12 Fischer · 13 Rousseau · CT: Bill Barnett | Stati Uniti (bandiera) |